# Arroyo Blanquillo Grande
El arroyo Blanquillo Grande es un curso de agua uruguayo que atraviesa el departamento de  Paysandú perteneciente a la cuenca hidrográfica del Río de la Plata.
Nace en la Cuchilla del Queguay y desemboca en el río Daymán.